# Inhalator

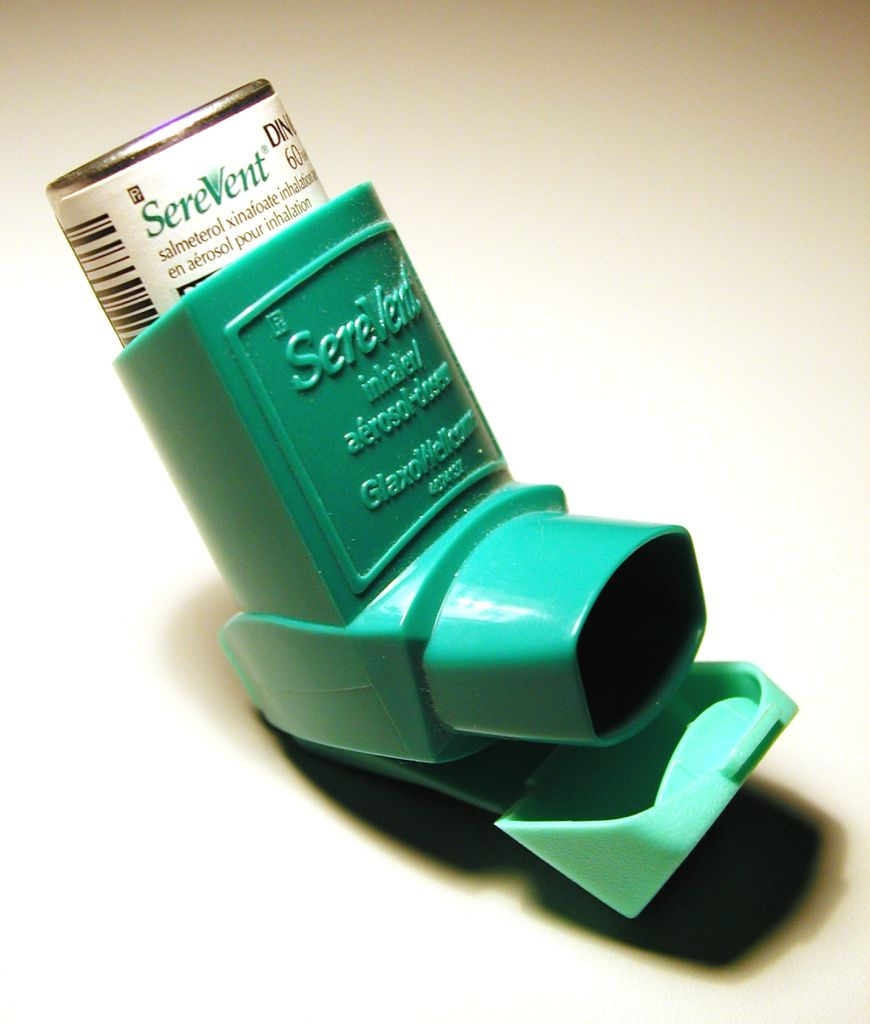
Un inhalator cu salmeterol, utilizat în astm

Un inhalator este un dispozitiv medical utilizat pentru a administra substanțe medicamentoase la nivelul tractului respirator inferior, utilizând procesul fiziologic al inspirației. Acesta permite transportul și absorbția medicamentului de la un anumit nivel pulmonar, ceea ce permite un efect local sau în unele cazuri sistemic. Există o mare varietate de inhalatoare, fiind utilizate în afecțiuni precum astmul sau bronhopneumopatia obstructivă cronică.

## Utilizare
Principalul dezavantaj al utilizării inhalatoarelor este faptul că trebuie respectată o anumită tehnică pentru a se asigura că toată cantitatea necesară din medicament ajunge la nivel pulmonar. O administrare defectuoasă va duce la o depozitare a substanței la nivelul gurii și tractului superior, unde aceasta nu își va putea exercita efectul.